# João Neto (Judoka)
João André Pinto Neto (* 28. Dezember 1981 in Coimbra) ist ein ehemaliger portugiesischer Judoka, der 2003 Weltmeisterschaftsdritter und 2008 Europameister war.

## Sportliche Karriere
João Neto kämpfte 1999 im Halbleichtgewicht, der Gewichtsklasse bis 66 Kilogramm. Er war portugiesischer Juniorenmeister und Zweiter der portugiesischen Meisterschaften in der Erwachsenenklasse.
Von 2000 bis 2004 startete der 1,75 m große Neto im Leichtgewicht, der Gewichtsklasse bis 73 Kilogramm. Wie 1999 war er auch 2000 portugiesischer Juniorenmeister und Zweiter der portugiesischen Meisterschaften in der Erwachsenenklasse. Bei den Junioreneuropameisterschaften belegte er den fünften Platz. 2001 war er erstmals portugiesischer Meister bei den Erwachsenen, weitere Titel im Leichtgewicht folgten 2002 und 2003. Bei den Europameisterschaften 2003 in Düsseldorf unterlag er im Viertelfinale dem Spanier Kiyoshi Uematsu, nach zwei Siegen in der Hoffnungsrunde unterlag er im Kampf um Bronze dem Polen Krzysztof Wiłkomirski. Bei den Weltmeisterschaften 2003 in Osaka unterlag er im Viertelfinale dem Russen Witali Makarow. Mit zwei Siegen in der Hoffnungsrunde erreichte er den Kampf um Bronze, den Neto gegen Victor Bivol aus der Republik Moldau gewann. Ein Jahr später trafen Neto und Bivol im Viertelfinale der Olympischen Spiele 2004 aufeinander, nach 2:01 Minuten hatte Bivol gewonnen. In der Hoffnungsrunde bezwang Neto den Iraner Hamed Malekmohammadi in 4:50 Minuten und verlor dann nach 4:27 Minuten gegen Jimmy Pedro aus den Vereinigten Staaten. In der Endabrechnung belegte João Neto den siebten Platz.
Ab 2005 kämpfte Neto im Halbmittelgewicht, der Gewichtsklasse bis 81 Kilogramm. 2006 siegte er bei den Weltcup-Turnieren in Minsk und Lissabon. Bei den Europameisterschaften 2006 belegte er den siebten Platz. 2007 und 2010 war Neto portugiesischer Meister im Halbmittelgewicht. Bei den Europameisterschaften 2008 in Lissabon bezwang Neto im Viertelfinale den Georgier Giorgi Baindurashvili und im Halbfinale den Letten Konstantīns Ovčiņņikovs. Mit seinem Finalsieg über den Niederländer Guillaume Elmont war Neto Europameister, der einzige portugiesische Sieger bei den Heim-Europameisterschaften. Vier Monate später bei den Olympischen Spielen 2008 in Peking gewann Neto seine ersten drei Kämpfe durch Ippon, verlor aber dann im Viertelfinale gegen den Südkoreaner Kim Jae-bum durch eine Strafwertung. Nach seiner Niederlage gegen den Polen Robert Krawczyk im ersten Kampf der Hoffnungsrunde belegte Neto den neunten Platz. Neto trat danach noch bei den Weltmeisterschaften 2009 und 2010 an, schied aber jeweils frühzeitig aus.